# Wistedt
Wistedt (niederdeutsch Wist) ist eine Gemeinde in der Samtgemeinde Tostedt im Landkreis Harburg in Niedersachsen.

## Geografie

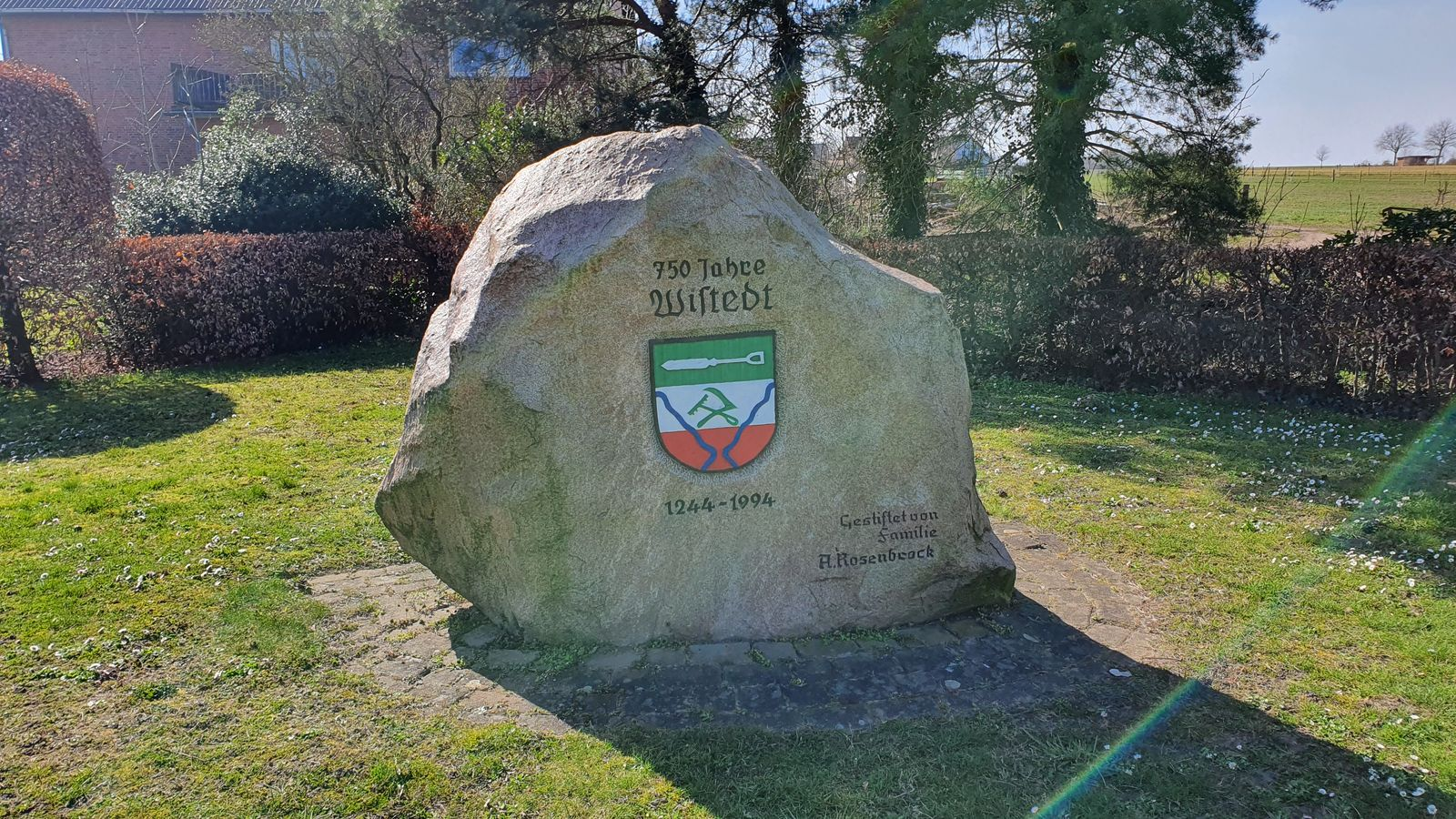
Ortsstein Wistedt

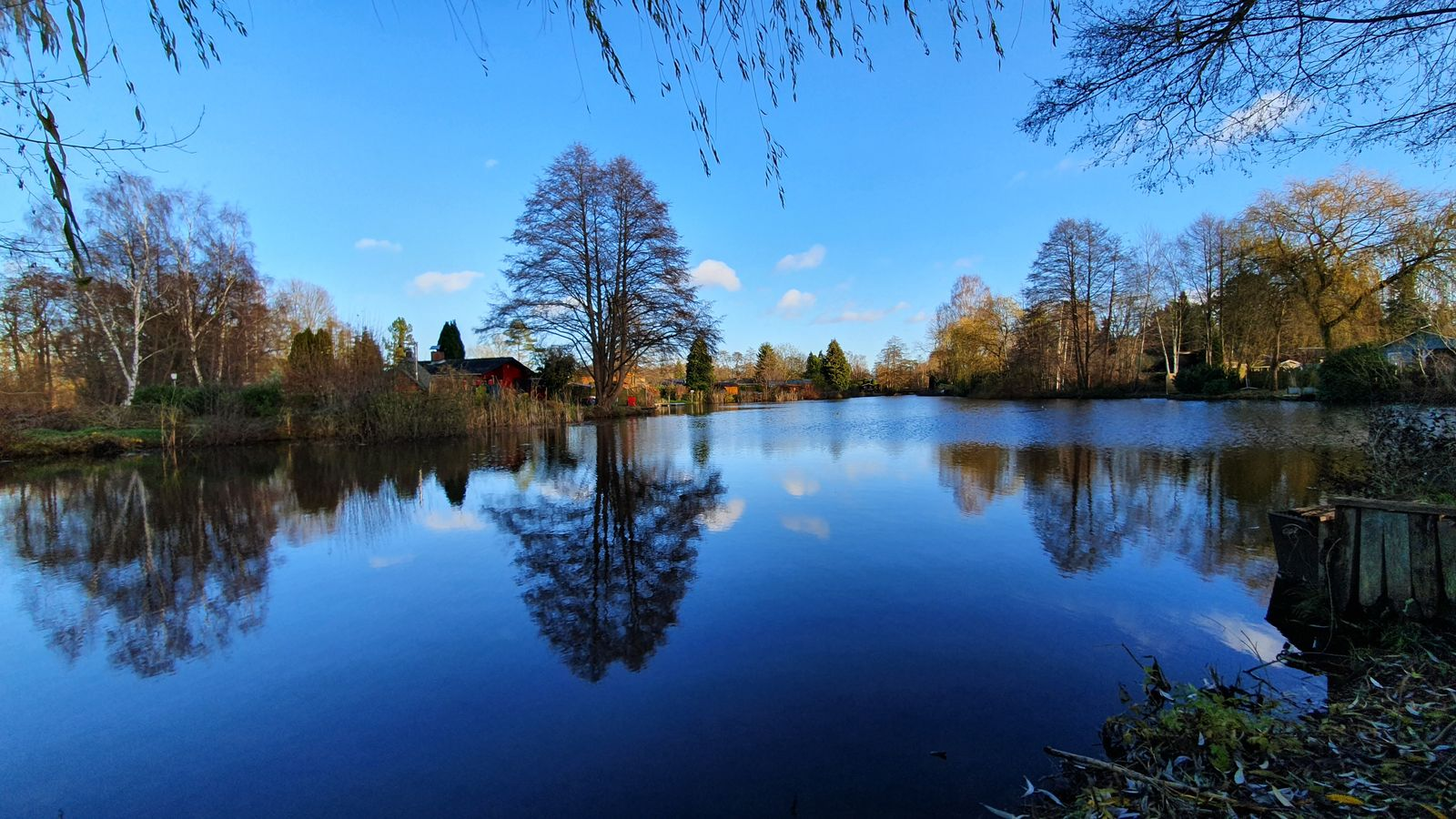
Wümmepark

### Geografische Lage
Wistedt liegt nordwestlich des Naturparks Lüneburger Heide. Die Gemeinde gehört der Samtgemeinde Tostedt an, die ihren Verwaltungssitz in der Gemeinde Tostedt hat.

### Nachbargemeinden
- Tostedt
- Otter
- Königsmoor
- Heidenau

### Gemeindegliederung
Zur Gemeinde Wistedt gehören die Ortsteile Wistedt und Wümme sowie das Gehöft Quellen. Der Ort Tostedt Land gehört teilweise zur Gemeinde Tostedt und zur Gemeinde Wistedt.

## Geschichte
Die Gemeinde wurde im Jahr 1244 erstmals urkundlich erwähnt.

## Politik

### Gemeinderat

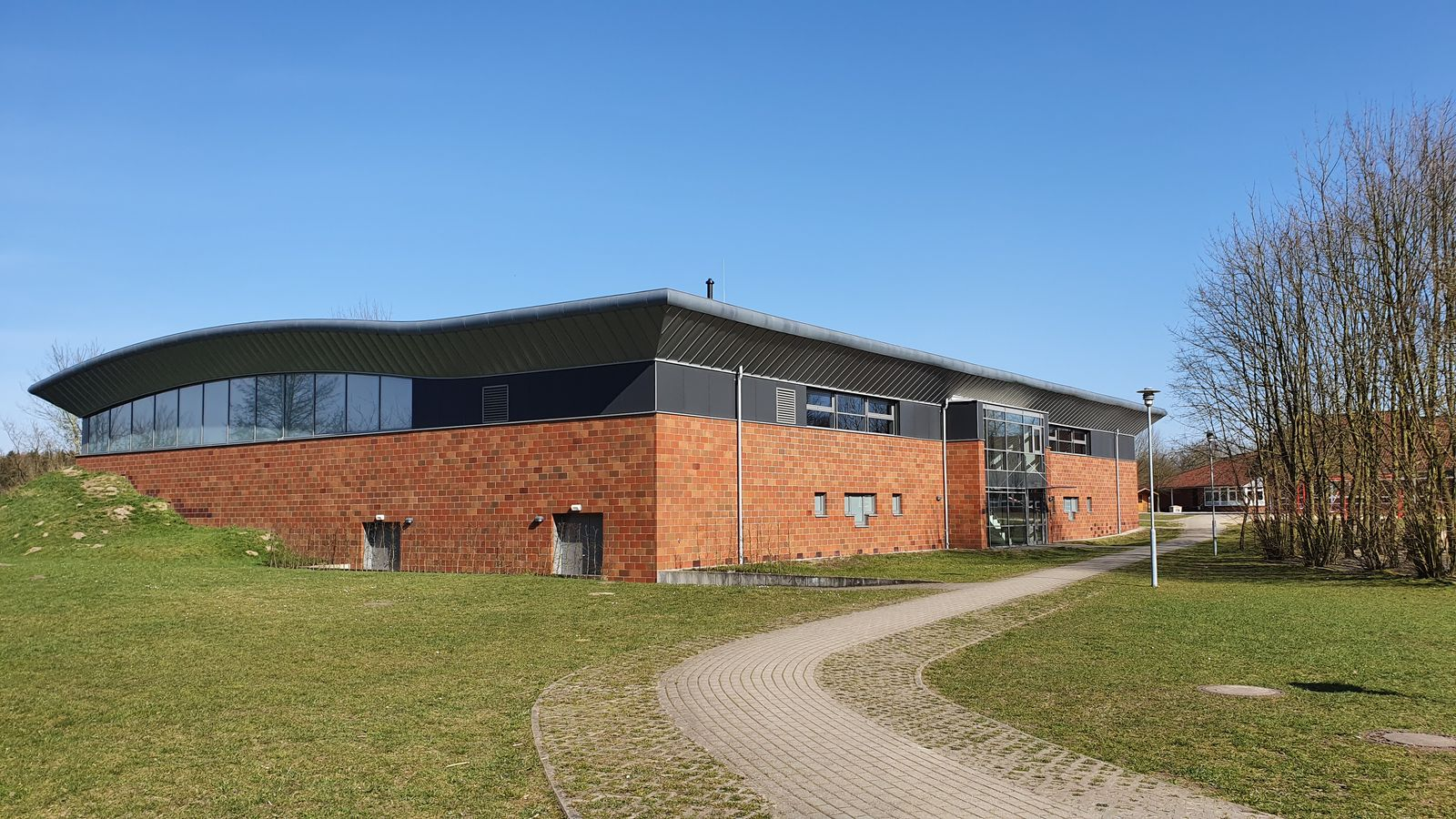
Sporthalle Wistedt

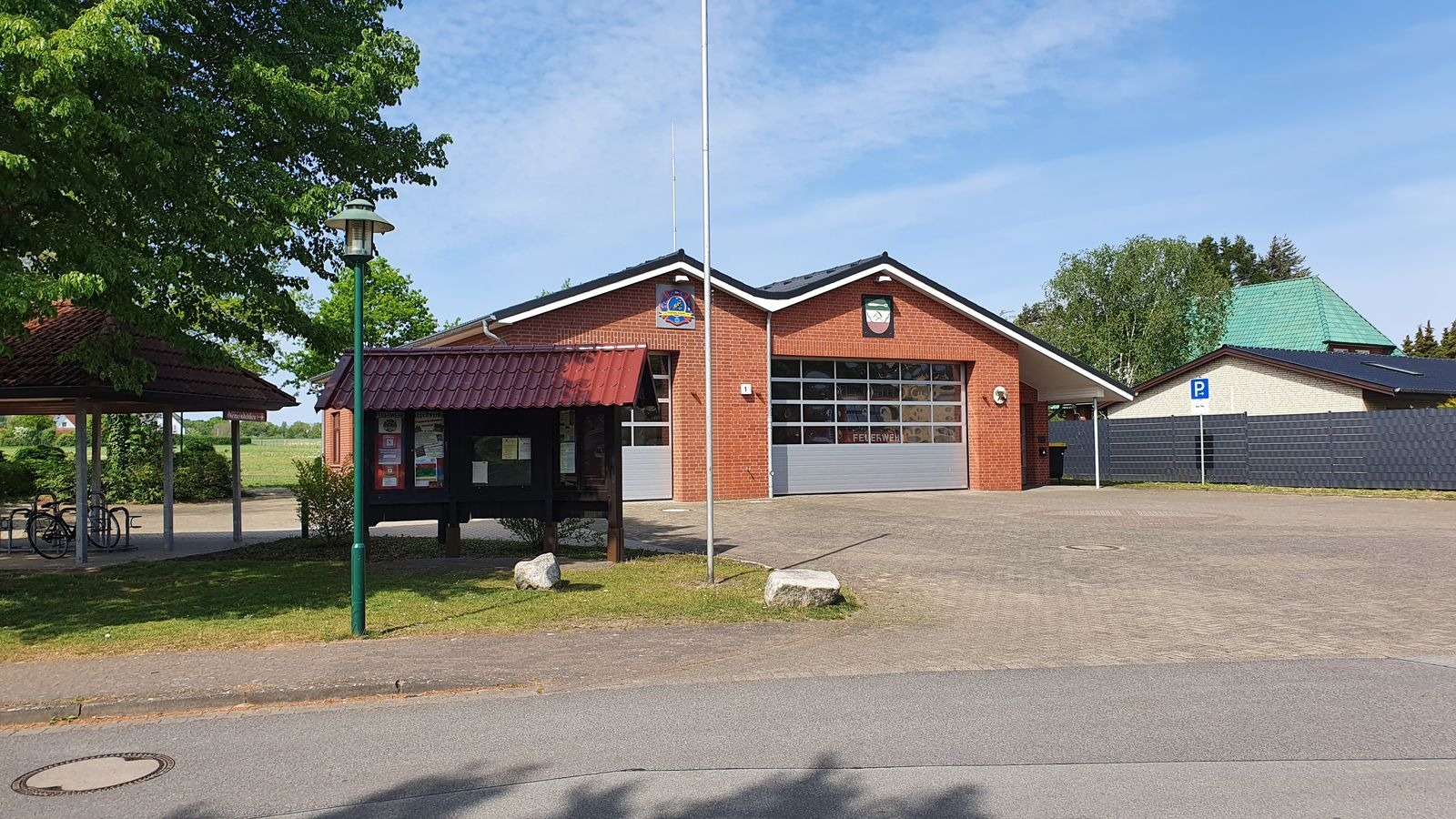
Feuerwehr Wistedt

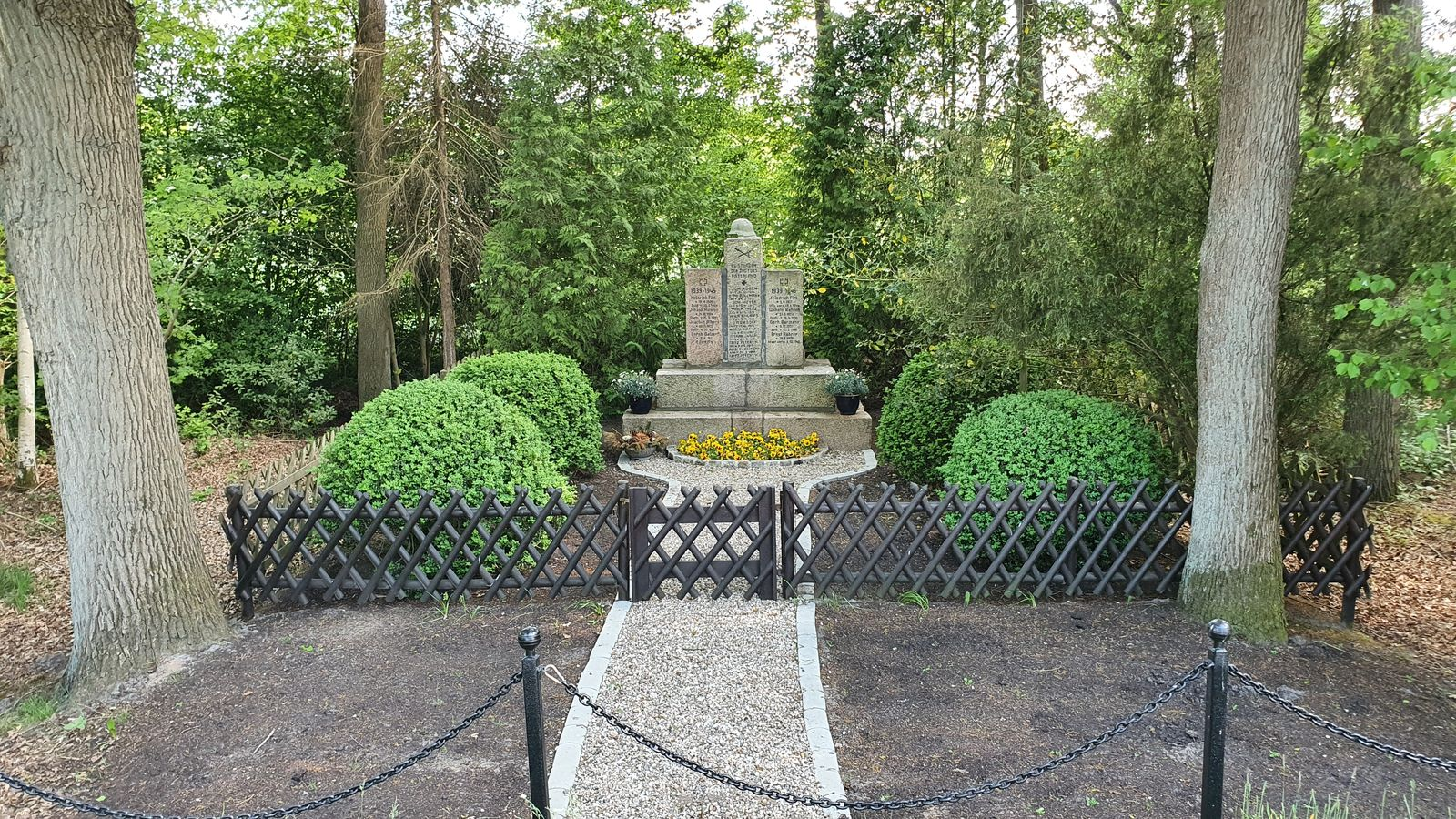
Kriegerdenkmal Wümme

Der Rat der Gemeinde Wistedt setzt sich aus elf Mitgliedern zusammen. Die Ratsmitglieder werden durch eine Kommunalwahl für jeweils fünf Jahre gewählt.
Die vergangenen Gemeinderatswahlen ergaben folgende Sitzverteilungen:
| Partei                         | 2021 | 2016 | 2011 | 2006 |
| Wählergemeinschaft Wistedt WGW | 8    | 9    | -    | -    |
| Bündnis 90/Die Grünen          | 2    | 2    | 1    | -    |
| dieBasis                       | 1    | -    | -    | -    |
| CDU                            | -    | -    | 6    | 7    |
| SPD                            | -    | -    | 4    | 4    |
| Gesamt                         | 11   | 11   | 11   | 11   |

### Bürgermeister
Der ehrenamtliche Bürgermeister Sven Bauer wurde 2016 gewählt und wurde Nachfolger von Wolfgang Indorf, der das Amt 32 Jahre ausübte.

### Wappen
Blasonierung: Zweimal geteilt von Grün, Silber und Rot. Oben in Grün ein waagerechter silberner Torfspaten. In der Mitte in Silber eine grüne Heidlee mit Heidharke gekreuzt. Rot der Schildsockel. Von unten her zwei zueinander und wieder auseinander strebende Wellenbalken in Blau.

## Regelmäßige öffentliche Veranstaltungen
- Der Wistedter Flohmarkt, seit 1979 immer am zweiten Sonntag im Juni, gilt als einer der beliebtesten Flohmärkte der Umgebung. In der dörflichen Idylle bieten etwa 500 private Verkäufer ihre Waren an.

## Kultur und Sehenswürdigkeiten
Wistedt stellt geografisch die Wasserscheide zwischen Elbe und Weser dar. Die Heidebäche Wümme (zur Weser) und Oste (zur Elbe) nähern sich im Gemeindegebiet bis auf ca. 300 m und fließen dann doch in andere Himmelsrichtungen. Wistedt besitzt relativ zum Gemeindegebiet einen der höchsten Anteile an ausgewiesenen Naturschutzgebieten Niedersachsens: Kauers Wittmoor und Großes Moor und Aueniederung bei Wistedt.
Ehrenbürger von Wistedt sind Walter Bostelmann und Grethe Matthies. Beide haben eine umfangreiche Chronik Wistedts erstellt. Darüber hinaus hat Bostelmann vier weitere Abhandlungen – zum Teil in Wister Platt – über Wistedter Bürger und deren Gepflogenheiten verfasst. Seine Gesteinssammlungen aus der Gemarkung sind beeindruckend.

### Sport
Einziger Sportverein des Ortes ist der SV Wistedt von 1924 e. V.

## Wirtschaft und Infrastruktur

### Verkehr
- Die Bundesstraße 75 Bremen – Hamburg führt direkt durch die Gemeinde.

### Bildung

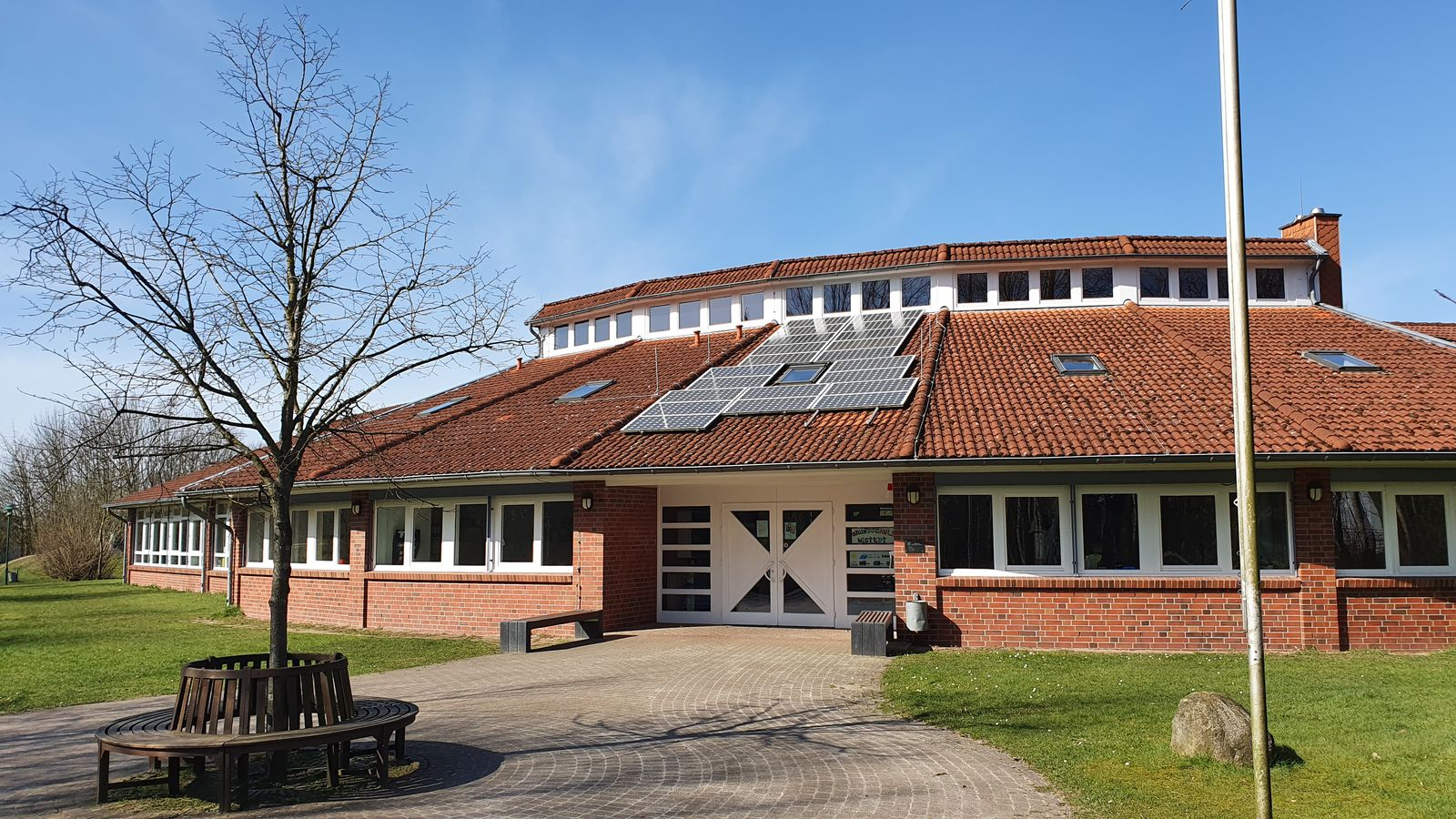
Grundschule Wistedt

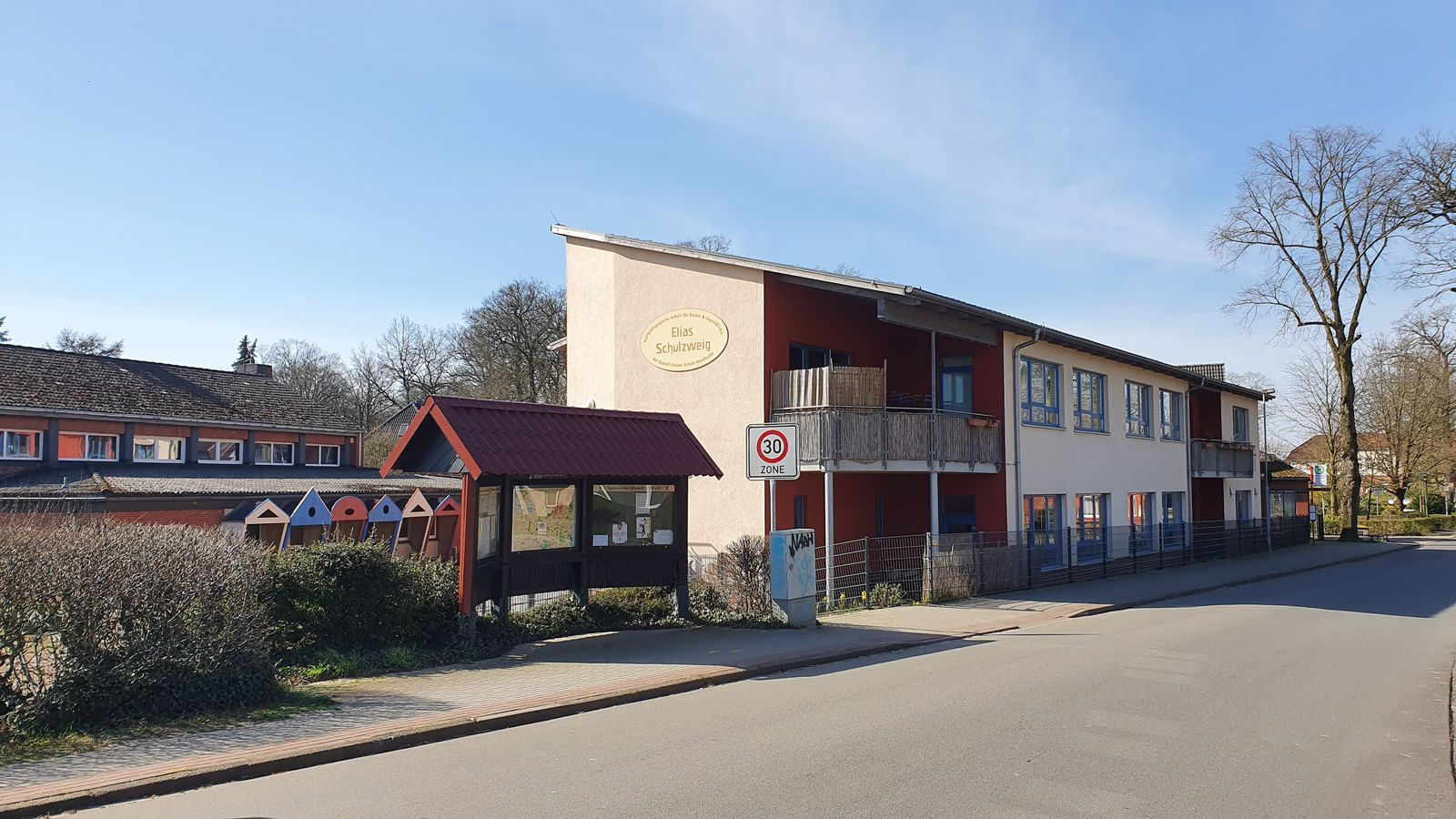
Elias-Schule Wistedt

Wistedt verfügt über einen Kindergarten, eine Grundschule und die Elias-Schule. Durch einen Anbau an den Kindergarten ist es nun auch möglich, eine Krippe zu errichten. Diese öffnet im April 2015 ihre Pforten.

### Ehrenbürger
Der langjährige Bürgermeister Wolfgang Indorf wurde 2016 zum Ehrenbürgermeister ernannt

## Persönlichkeiten
- Uschi Krämer (1933–2010), Lehrerin, Journalistin und niederdeutsche Autorin, lebte in Wistedt